# Сансет Бейн
Сансет Бейн (англ. Sunset Bain) - вымышленная злодейка во вселенной Marvel Comics. Она - теневая деловая женщина, которая изредка маскируется как Мадам Угроза (англ. Madame Menace). Хотя очень технологический знаток, она лично не имеет супер-сил. Публично она - исполнительный директор «Baintronics Inc.». Конфиденциально она поддерживает своё богатство посредством оружейных сделок чёрного рынка и других сомнительных методов. Она прежде всего - противник Человека-Машины и Железного Человека.
Сансет Бейн - оружейный мастер преступного мира, которая снабжает современным оружием элитных клиентов, террористов и революционеров.

## История публикаций
Сансет Бейн впервые появилась в Machine Man #17-18 (Октябрь, Декабрь 1980) и была создана Томом ДеФалко (писатель) и Стивом Дитко (художник).  
Персонаж потом появляется в Ghost Rider #63 (Декабрь 1981), Solo Avengers #17 (Апрель 1989), Iron Man Annual #11 (1990), Spider-Man #26 (Сентябрь 1992), Web of Spider-Man #99-100 (Апрель-Май 1993), Iron Man #1 (Февраль 1998), #4 (Май 1998), #11-12 (Ноябрь-Декабрь 1998), #18-20 (Июль-Сентябрь 1999), Taskmaster #1-4 (Апрель-Июль 2002), Punisher War Journal #17 (Май 2008) и Marvel Comics Presents #10-12 (Октябрь-Август 2008).  
Сансет Бейн получила статью в All-New Official Handbook of the Marvel Universe A-Z #1 (2006).  

## Вымышленная биография персонажа
Сансет Бейн получила своё начало соблазнением члена МИТа студента Тони Старка в раскрытие охранных кодов для Старк Индастриз. Вскоре после этого вооруженный отряд замаскированных людей вторгся и украл несколько прототипов. В течение года «Baintronics Inc.» был основан и Сансет порвала со Старком. Пока «Baintronics Inc.» сохраняла безупречную репутацию, Сансет приняла персону Мадам Угрозы и продала высокотехнологичное оружие преступникам с помощью "ужасно прибыльного тайного сезонного каталога вооружения «Жулик Злодей»".
Когда Человек-Машина потерял руку во время битвы против Барона Бримстоуна и отряда Сатаны, Мадам Угроза купила её, получив низкую цену, угрожая продавцу "одним из её плотоядных тараканов". Её планы относительно обратного инжиниринга лимба был прерван, когда Человек-Машина пришёл требовать его. Несмотря на её электромагниты и звуковую деструктивную пушку, Человек-Машина одержал победу, и Сансет взорвала свою яхту, чтобы сбежать. Случайная схватка с членами «Отряда Альфа» Авророй, Полярной Звездой и Йети в конечном счете убедила её отложить махинации в сторону Человека-Машины на время. Мадам Угроза затем сделала несколько незначительных появлений, снабжая оружием злодея Призрачного Гонщика, Орба и затем Доктора Осьминога.
Сансет затем показалась на встрече с Тони Старком, которая была прервана, когда поврежденный Человек-Машина показался с головой Джокасты, проиграв сражение Терминусу. Старк превратился в Железного Человека и принес поврежденных андроидов в «Baintronics Inc.», где под маской ассистента, Сансет создала копии роботов. Когда восстановленный Человек-Машина уехал, Сансет смогла дать ему поддельную Джокасту. Настоящая Джокаста и фальшивый Человек-Машина c «Baintronics Inc.», положив начало для минисерии Человек-Машина 2020.
После этого, Сансет, как Мадам Угроза, объединилась с Новыми Двигателями в их заговоре, чтобы вступить во владение павшего преступного картеля Кингпина. Якобы, Бейн сделала это, чтобы изучить технологию Новых Двигателей, включая Человека-Дракона, Дредноута и Супер-Адаптоида.
Потерпев неудачу в попытке расшифровать лабиринты Джокасты, Сансет решила нанять Тони Старка, чтобы исследовать. Так как Старк был уже нанят, Сансет наняла Военную Машину, чтобы уничтожить его нынешнего работодателя. После Железный Человек победил Фин Фан Фума, «Baintronics Inc.» взяла контракт для транспортировки большого количества зверей. Используя это, Сансет попросила Тони снова работать на неё. Увеличивая подозрения, Старк согласился, чтобы узнать побольше. Старк затем освободил Джокасту и убедил новую Военную Машину перестать работать на Сансет Бейн.
Позже, Сансет наняла Таскмастера, чтобы саботировать работу Старк Энтерпрайзис. Вместо его оплаты, она сдала его полиции. В отместку, Таскмастер спровоцировал войну между «Триадой» и «Baintronics Inc.». Он даже смог выстрелить в плечо Сансет. С конца мини-серии, военные действия между двумя были решены, но в стороне от их вражды, статус-кво был в основном восстановлен.
Она была подстрелена несколько раз Карателем, но с тех пор снова появилась как противник Человека-Машины.

## Силы и способности
Сансет - изобретатель гениального уровня; она контролирует ресурсы «Baintronics Inc.» и другие мелкие компании, а также маленькую армию одетых в форму преступных наемников. Она редко использует свои изобретения для себя, предпочитая продавать их.

## Другие версии

### Сансет Бейн 2020
Старая Сансет была противником Человека-Машины в его фантастической мини-серии, действия которой происходят в 2020 году. Она все ещё была главой «Baintronics Inc.», которая использовала технологию от Человека-Машины и Джокасты, чтобы стать доминирующей корпорацией этих дней. Во время ошибки робота, Человек-Машина был освобожден и сопротивлялся «Baintronics Inc.». Человек-Машина был способен победить Железного Человека 2020 вместе с другими охранниками Сансет. Несмотря на её возраст, Сансет в расцвете сил, она все ещё была достаточно оживленной, чтобы атаковать Человека-Машину самостоятельно с жизненным силовым кабелем. Человек-Машина преодолел даже это и получил обещание от Бейн, оставить его и быть друзьями.